# Michel Gast
Pour les articles homonymes, voir Gast (homonymie).
Michel Gast, né le 21 juillet 1930 à Saint-Satur (Cher), et mort le 10 mars 2022 à Gournay-en-Bray (Seine-Maritime),  est un producteur, réalisateur, acteur, directeur artistique de doublage et distributeur français.

## Biographie
Après avoir été assistant monteur, électricien, machiniste de studio ou encore assistant maquilleur, Michel Gast réalise quatre longs métrages, dont l'adaptation du roman de Boris Vian, J’irai cracher sur vos tombes. Son dernier long-métrage en tant que réalisateur est Céleste, avec Jean Rochefort, sorti en 1970. À partir de 1972, il se consacre à la production et à la distribution.

## Filmographie

### Réalisateur

#### Court métrage
- 1959 : Vingt-quatre heures au Mans

#### Longs métrages
- 1953 : Autant en emporte le gang (coréalisateur : Jacques Moisy)
- 1959 : J’irai cracher sur vos tombes
- 1961 : Le Sahara brûle
- 1970 : Céleste

### Acteur
- 1986 : Paulette, la pauvre petite milliardaire de Claude Confortès

### Scénariste
- 1964 : Les Motorisées de Marino Girolami

### Direction artistique de doublage
- 1940 : Le Dictateur (doublage effectué en 1968)
- 1968 : La Planète des singes
- 1970 : Le Secret de la planète des singes
- 1974 : Zardoz
- 1974 : Refroidi à 99 %
- 1977 : Star Wars, épisode IV : Un nouvel espoir (codirection avec Jean Droze)
- 1980 : Star Wars, épisode V : L'Empire contre-attaque
- 1981 : Halloween 2
- 1981 : Excalibur
- 1982 : E.T. l'extra-terrestre
- 1982 : Conan le Barbare
- 1982 : Star Wars, épisode VI : Le Retour du Jedi
- 1982 : Meurtres en direct
- 1983 : Le Verdict
- 1983 : L'Étoffe des héros
- 1983 : Jamais plus jamais
- 1984 : Amadeus (2e doublage)
- 1985 : Retour vers le futur
- 1990 : La Relève
- 1990 : Les Tortues Ninja
- 1990 : Jours de tonnerre
- 1991 : Les Tortues Ninja 2 : Les héros sont de retour
- 1993 : Dans la ligne de mire
- 1993 : La Firme
- 1993 : Les Tortues Ninja 3
- 1995 : Babe, le cochon devenu berger
- 1995 : Jade
- 1996 : Los Angeles 2013
- 1996 : Fantômes contre fantômes
- 1996 : Mission impossible
- 1997 : La Souris
- 1997 : Event Horizon, le vaisseau de l'au-delà
- 1998 : Babe, le cochon dans la ville
- 1998 : 6 jours 7 nuits
- 1998 : Le Prince d'Égypte
- 1998 : Deep Impact
- 1998 : Chat noir, chat blanc
- 1998 : La Fiancée de Chucky
- 1998 : Six jours, sept nuits
- 1999 : Mystery Men
- 2000 : Mission impossible 2
- 2000 : Un automne à New York
- 2000 : Get Carter
- 2000 : Gladiator
- 2004 : La vie est un miracle
- 2006 : Scandaleusement célèbre
- 2008 : Promets-moi